# 张廷枢公馆旧址
张廷枢公馆，为奉系军阀张作相次子，原中华民国陆军中将张廷枢在沈阳的官邸，其旧址位于辽宁省沈阳市和平区北四经街7号。目前，大楼被沈阳市126中学占用。2008年，张廷枢公馆被列为沈阳市文物保护单位。

## 建筑
张廷枢公馆大楼建于1928年，建筑整体为罗马风格。建筑为地上两层、地下一层，建筑面积共600余平方米。大楼门厅前有10级半圆形台阶，门厅两侧各有两根直贯顶檐的“多力克”柱子。门厅之上，设有宝瓶透龙栏杆弧形阳台。公馆大楼正门为拱门。门内左侧，设有楼梯通向二楼及地下室。